# Betamorpha megista
Betamorpha megista är en kräftdjursart som beskrevs av David Everett Thistle och Robert Raymond Hessler 1977. Betamorpha megista ingår i släktet Betamorpha och familjen Munnopsidae. Inga underarter finns listade i Catalogue of Life.